# Universidad de Arkansas-Fort Smith
La Universidad de Arkansas-Fort Smith (en inglés: University of Arkansas-Fort Smith, UAFS) es una universidad pública de cuatro años en Fort Smith, Arkansas. Parte del Sistema de la Universidad de Arkansas, UAFS es la sexta universidad más grande de Arkansas con una inscripción en el otoño de 2020 de aproximadamente 6500 estudiantes.
El campus universitario ocupa 168 acres (0,68 km2) de un arboreto que tiene 1.182 árboles inventariados por GPS que representan 81 especies. Ofrece 62 títulos de posgrado, licenciatura y asociados, 50 certificados técnicos y de competencia y casi 30 menores.
A fines de 2021, UAFS abrió su Centro para el Desarrollo Económico (CED) en Bakery District en el centro de Fort Smith. El CED consta de tres oficinas distintas (el Centro para el Desarrollo Profesional y Comercial, el Centro de Empresas Familiares y el Centro de Desarrollo de Tecnología y Pequeñas Empresas de Arkansas) que ofrecen servicios de consultoría y capacitación a profesionales de empresas e industrias.
Los equipos atléticos de la UAFS, Lady Lions y Lions, compiten en la División II de la NCAA como miembros de la Conferencia Lone Star (LSC) con cinco equipos femeninos y cinco masculinos en 10 deportes.

## Historia

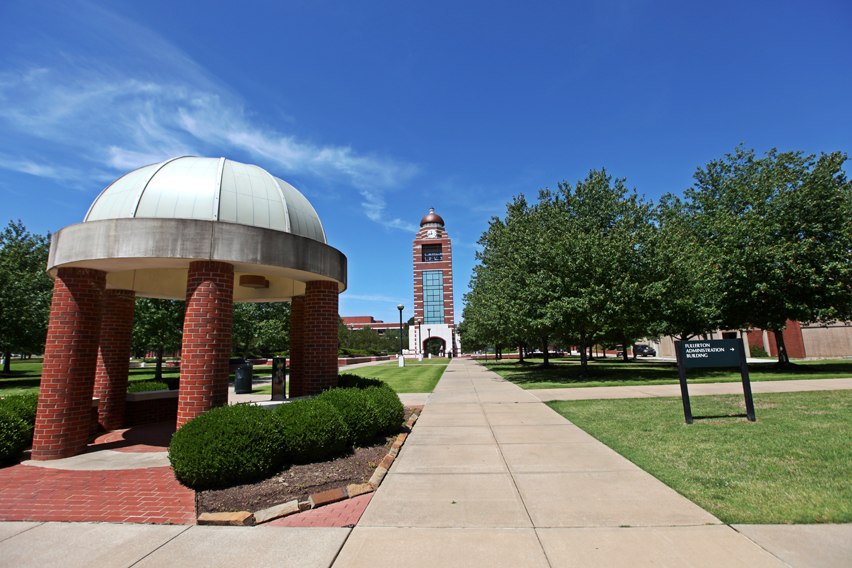
Campanario y árboles

La Universidad de Arkansas-Fort Smith se estableció en 1928 como una extensión del sistema de escuelas públicas en Fort Smith, Arkansas, con el superintendente, James William Ramsey, actuando como presidente de la universidad y el director de la escuela secundaria como decano. Conocida originalmente como Fort Smith Junior College, la institución operó dentro del sistema de escuelas públicas de Fort Smith hasta 1950, cuando la escuela se incorporó como una institución privada sin fines de lucro con su propia junta directiva. En septiembre de 1952, el Colegio se mudó de las instalaciones prestadas en la escuela secundaria a su sitio actual, ocupando inicialmente 15 acres (61,000 m2).
Durante la era de la universidad privada, la inscripción aumentó, al igual que la oferta de cursos, la cantidad de profesores y las instalaciones. Se agregó una división técnico-vocacional en 1960. Durante este período, la universidad comenzó a desarrollar los programas y el carácter de una universidad comunitaria integral, un nuevo concepto en Arkansas y en todo el país.
En el otoño de 1965, el electorado del condado de Sebastian aprobó la creación del distrito de colegios universitarios comunitarios del condado de Sebastian, junto con un gravamen fiscal sobre los bienes muebles e inmuebles del condado. El gobernador nombró una Junta de Síndicos y la escuela volvió a ser una institución pública.
En 1966, el nombre de la institución se cambió de Fort Smith Junior College a Westark Junior College, y en 1972, a Westark Community College, lo que indica el área más grande que se atenderá y refleja la misión más integral.
A lo largo de la década de 1980 y principios de la de 1990, la universidad se desarrolló y realizó cambios dentro del contexto de su misión como institución de dos años. Un avance significativo en 1989 fue el establecimiento de un Centro Universitario. Cinco universidades estatales se asociaron con la institución para ofrecer seis programas de licenciatura y siete de maestría en el campus. Entre 1989 y 2002 se graduaron 1.788 estudiantes de licenciatura a través del Centro Universitario.
En 1997, la Legislatura de Arkansas aprobó una ley que otorga a Westark la autoridad para ofrecer por derecho propio hasta nueve licenciaturas aplicadas, desarrolladas en respuesta a las necesidades identificadas de las industrias en el área atendida.
El nombre de la universidad se cambió una vez más en febrero de 1998 a Westark College, lo que representa con mayor precisión el papel y el alcance de la institución.
El 15 de diciembre de 2000, la Junta de Síndicos de Westark College firmó un acuerdo con la Junta de Síndicos de la Universidad de Arkansas para fusionarse con el Sistema de la Universidad de Arkansas como una institución de cuatro años. En 2001, el electorado del condado de Sebastian votó a favor de la fusión. Una solicitud formal para cambiar el estado de afiliación a la de una institución que otorga títulos de licenciatura bajo el nombre de la Universidad de Arkansas-Fort Smith se presentó a la Comisión de Estudios Superiores en agosto de 2001 y fue aprobada por el Consejo de Acciones Institucionales el 19 de noviembre de 2001.
La fusión, que se oficializó el 1 de enero de 2002, refrendó el concepto de la UAFS como una universidad única, que ofrece programas de bachillerato aplicado y tradicional, programas técnicos y asociados de uno y dos años, y negocios e industria sin crédito. Programas de entrenamiento.
En 2006, el senador del estado de Arkansas, David Bisbee, intentó revisar el estado legal de la Universidad de Arkansas-Fort Smith. Bisbee afirmó que quería asegurarse de que la institución tuviera una buena reputación legal.

## Facultades

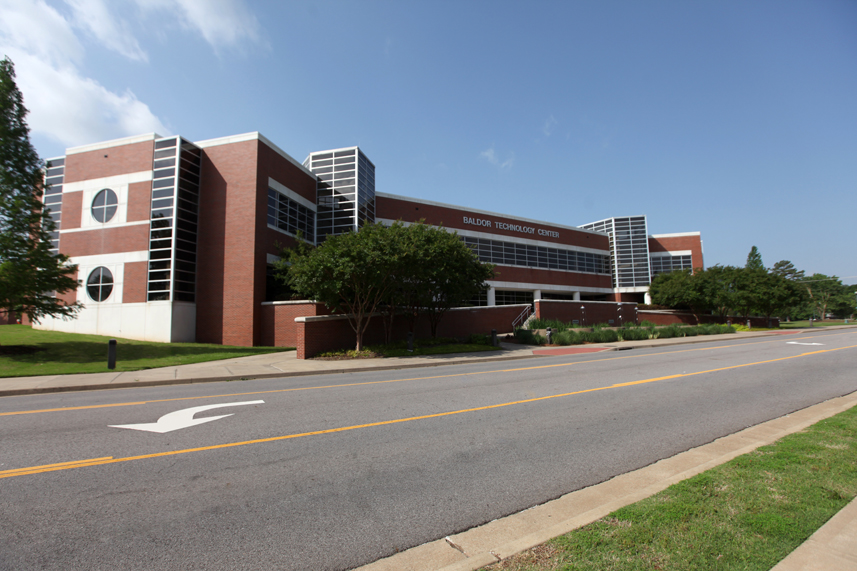
Centro Tecnológico Baldor

En abril de 2021, la rectora de la UAFS, Terisa Riley, anunció una reorganización de la estructura de la universidad que consolidó sus colegios de cinco a tres. Los tres colegios son:
- La Facultad de Artes y Ciencias
- La Facultad de Negocios e Industria
- La Facultad de Salud, Educación y Ciencias Humanas (incluye la Escuela de Enfermería Carolyn McKelvey y la Escuela de Educación)

## Campus

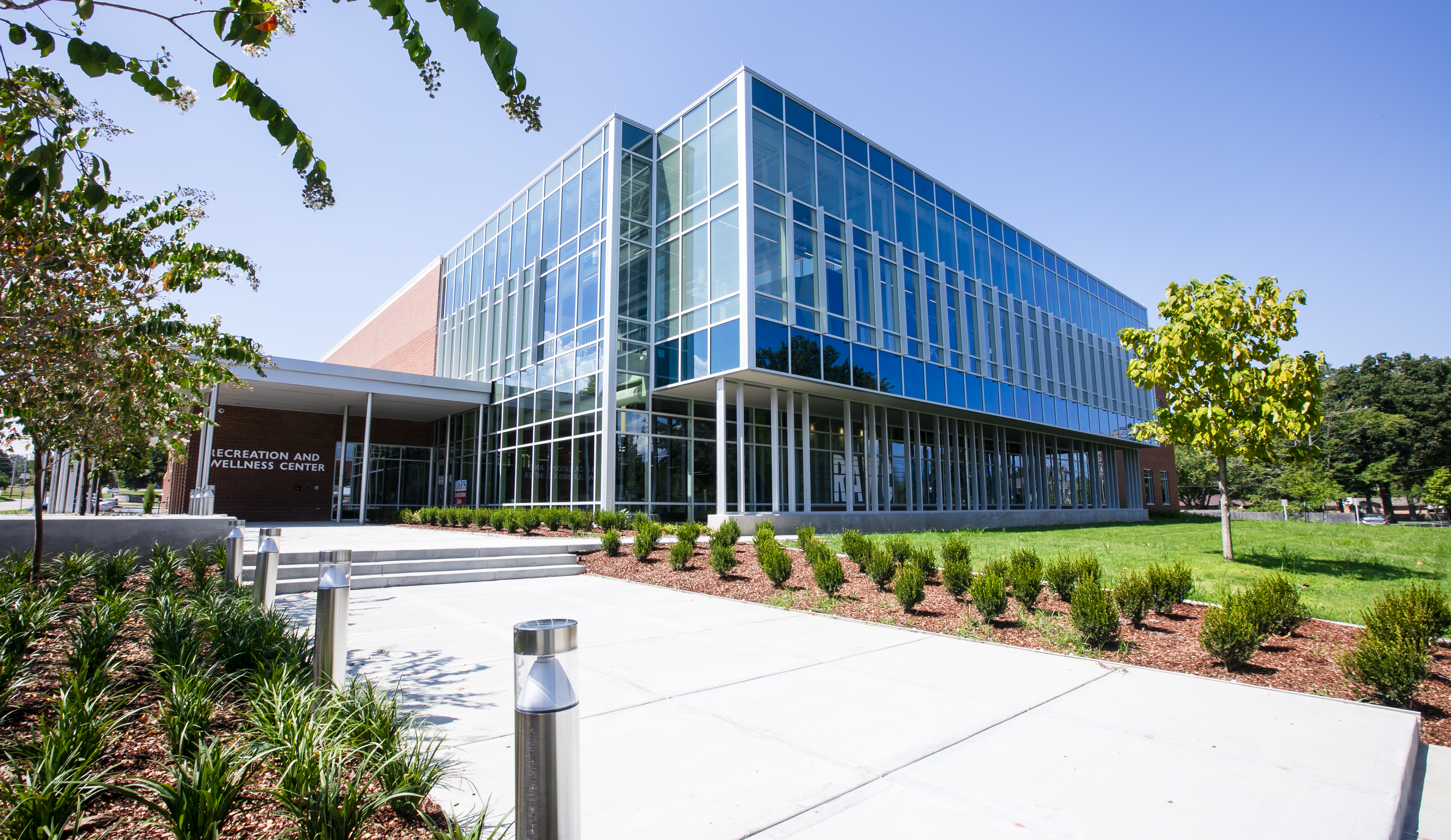
Centro de Recreación y Bienestar

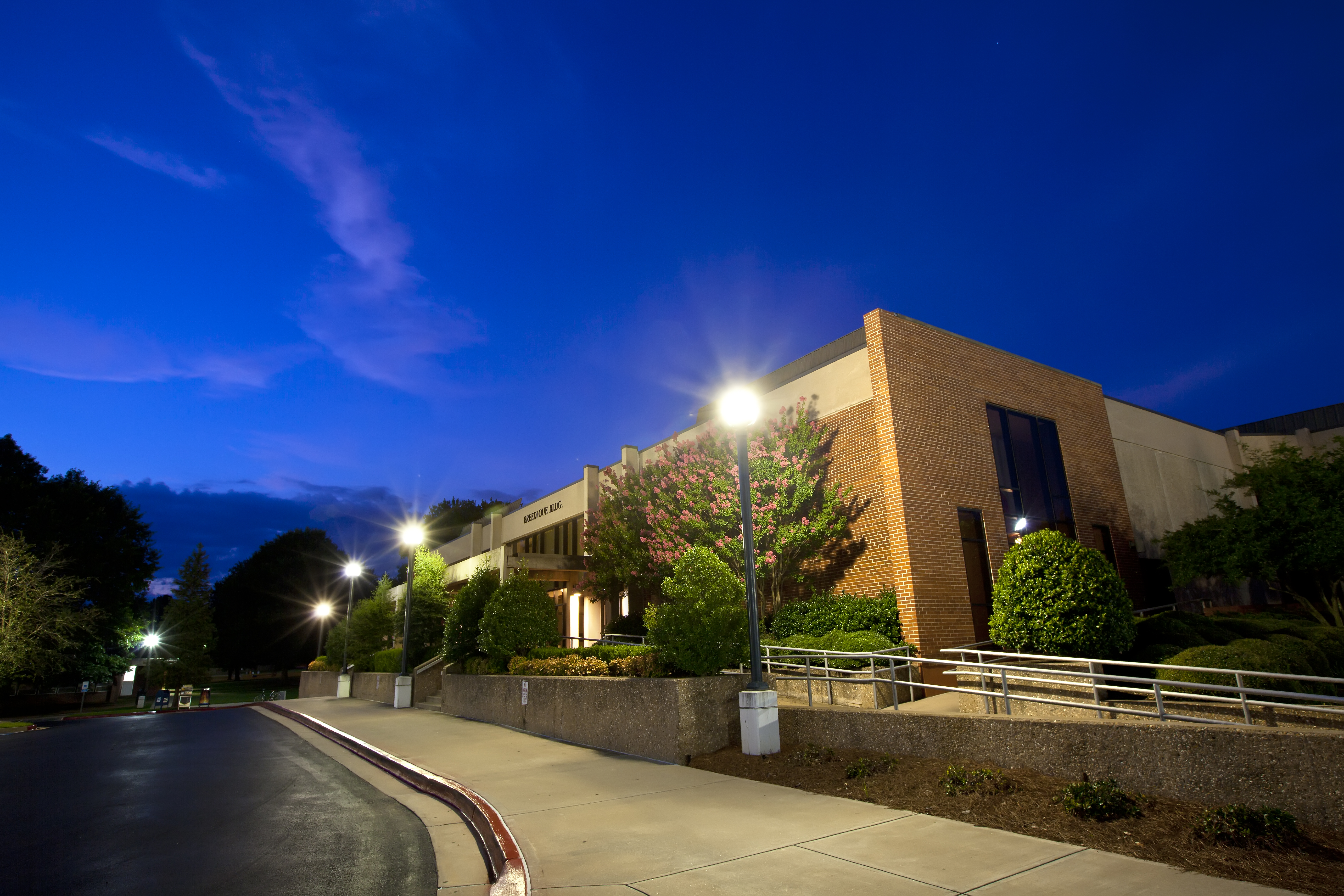
Breedlove

### Windgate Art & Design
Windgate Art & Design es una instalación de artes visuales de vanguardia ubicada en el campus de la UAFS que abrió sus puertas en el otoño de 2015. El edificio de 58,000 pies cuadrados se construyó luego de una donación de $15.5 millones a la universidad por parte de Windgate Charitable Foundation. El edificio incluye un estudio de tipografía y grabado, una sala de cine, un estudio de videografía y fotografía, y numerosas aulas y espacios artísticos de calidad profesional.

### Centro de Recreación y Bienestar
El Centro de Recreación y Bienestar, más conocido como RAWC, es una instalación de 47,000 pies cuadrados que ofrece múltiples instalaciones, que incluyen canchas de baloncesto y voleibol, un área de acondicionamiento físico ampliada con nuevos equipos, una pista de atletismo de tres carriles y un muro de escalada en roca. El edificio fue inaugurado en otoño de 2016.

### Galerías de arte
La Universidad alberga tres galerías de arte que son gratuitas y están abiertas al público. La Galería Mary Tinnin Jaye y la Galería Sally Boreham son exhibiciones permanentes que incluyen obras realizadas en medios tradicionales, así como impresiones digitales y fotografías. La galería de arte itinerante del Smith-Pendergraft Campus Center presenta exhibiciones rotativas.

### Arboreto
La Universidad ha convertido todo el campus en un arboreto, con más de 69 especies de árboles mapeadas mediante tecnología GPS. Los terrenos del campus han ganado numerosos premios por paisajismo y horticultura.

#### Premios
- The Ball Horticultural Company Floral Displays Champion–America in Bloom 2005 (AIB)
- Green Star Grand Award for the Best Maintained Landscape in the Nation–Categoría de Escuela o Universidad–Sociedad Profesional de Administración de Terrenos de 2003 (PGMS)
- Distinguished Service Award–Keep Arkansas Beautiful 2002 (KAB)

### Campanario de Reynolds

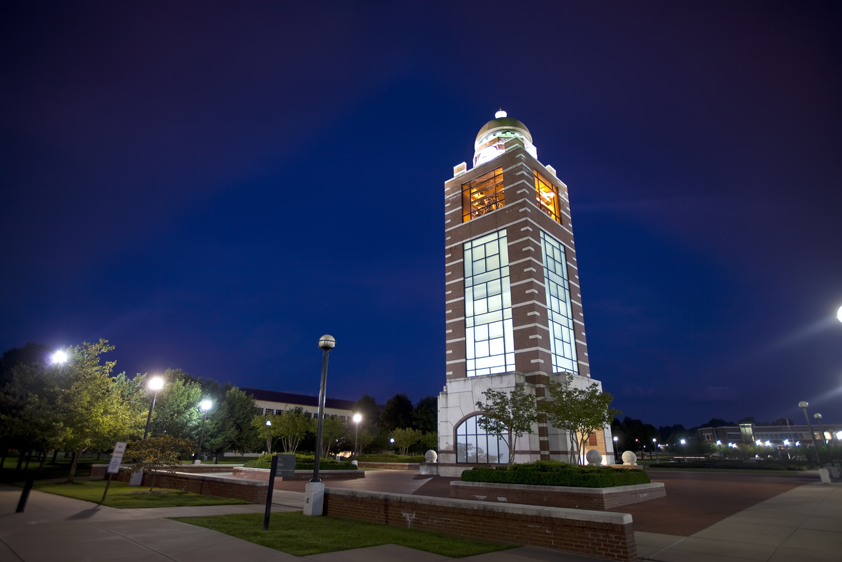
Campanario de Reynolds

El campanario Donald W. Reynolds se encargó el 21 de mayo de 1993 y se inauguró el 22 de septiembre de 1995. La torre en sí mide 108 pies y 10 pulgadas (33,17 m) de altura y tiene siete pisos completos. Es el campanario independiente más grande del centro sur de los Estados Unidos y alberga la instalación más grande de campanas de bronce fundido en un campus universitario entre Texas A&M y la Universidad de Nebraska. En horas específicas a lo largo del día, el carillón de bronce gigante de la torre toca villancicos pregrabados y en vivo en todo el campus. El campanario de Reynolds se encuentra en la cabecera del campus verde.

### Numa

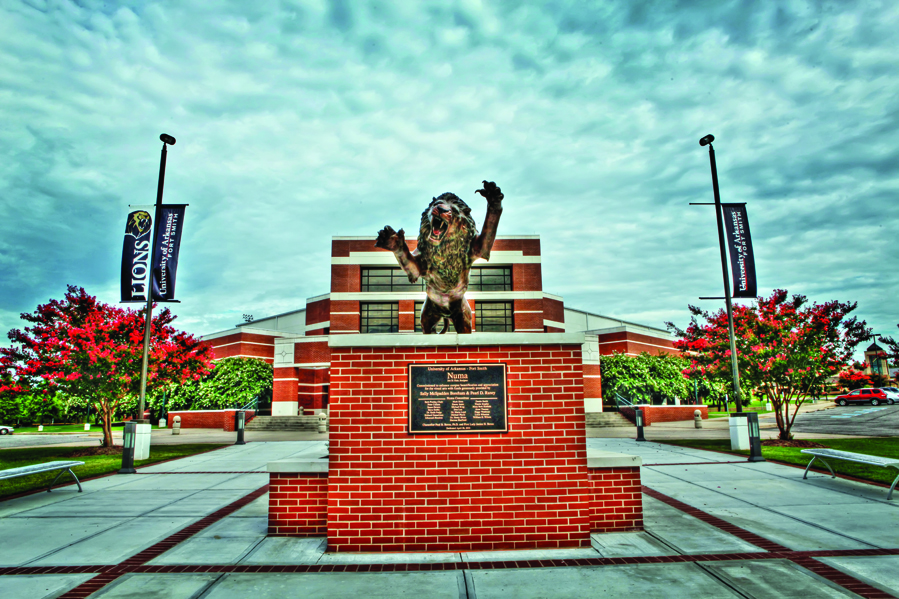
Estatua de Numa

Frente al Stubblefield Center, sede de los equipos de baloncesto y voleibol de los Lions, se encuentra la estatua de Numa recién erigida. La estatua es una versión de bronce de 15 pies (4,6 m) de largo de la mascota de la Universidad. La escultura se inauguró el 28 de abril de 2010 y es la estatua más grande de un león saltando en el mundo.

### Biblioteca Boreham
La Biblioteca Boreham brinda a los estudiantes acceso a computadoras, libros impresos y electrónicos, bases de datos en línea y publicaciones periódicas. La instalación de 70,000 pies cuadrados también incluye una zona de estudio abierta las 24 horas, salas de reuniones y aulas completamente equipadas, y el Centro Babb para el Desarrollo Profesional Estudiantil.

### Centro de Ciencias de la Salud de Pendergraft
Inaugurado en noviembre de 2004, el Centro de Ciencias de la Salud de Pendergraft incluye aulas e instalaciones de última generación para el aprendizaje teórico y práctico de los estudiantes de los programas de higiene dental, enfermería y ciencias de la imagen, así como de los programas de salud, odontología y salud para estudiantes. y clínicas de consejería.

### Centro Tecnológico Baldor
El Centro Tecnológico Baldor incluye varios laboratorios y talleres para experiencia práctica en cursos como tecnología automotriz, tecnología de animación, electrónica, robótica y sistemas aéreos no tripulados.  

### Smith Pendergraft Campus Center
El Centro del Campus Smith-Pendergraft lleva el nombre de los donantes Fred W. Smith y Ross Pendergraft. El segundo piso alberga algunos de los servicios estudiantiles más importantes, que incluyen Admisiones, Asesoramiento, Ayuda financiera, la Oficina de registro y la Oficina de caja. El primer piso es el centro de la vida del campus. El primer piso alberga la librería del campus, la taquilla y la oficina de actividades estudiantiles. El patio de comidas ofrece una amplia selección de refrigerios para llevar, así como Chick-Fil-A, Two-12 y un Starbucks de servicio completo. El Campus Center también tiene varias áreas de salón para estudiantes, salas de reuniones profesionales, un salón de baile y una galería de arte.

## Atletismo
Los equipos atléticos de la UAFS son conocidos como los Leones. La Universidad compite en una variedad de deportes universitarios como miembro de la National Collegiate Athletic Association (NCAA) en el nivel de la División II. La universidad es miembro de la Lone Star Conference y patrocina deportes masculinos, incluidos: béisbol, baloncesto, campo traviesa, golf y tenis; deportes femeninos, incluidos: baloncesto, campo traviesa, golf, tenis y voleibol.

## Vida estudiantil

### Alojamiento para estudiantes
Sebastian Commons Apartments brinda a los estudiantes de último año una comunidad de viviendas en el campus. The Commons tiene una ocupación de 480 camas. Las habitaciones están completamente amuebladas y equipadas con acceso inalámbrico a Internet. Una residencia tradicional de estilo dormitorio con comedor en el lugar, Lion's Den, abrió en agosto de 2010. En el otoño de 2011, la universidad reservó dos edificios en Sebastian Commons para viviendas griegas.

### Vida griega
La vida griega en la Universidad de Arkansas-Fort Smith comenzó en la primavera de 2007. La universidad ahora tiene siete organizaciones griegas, incluidas cuatro fraternidades IFC y tres hermandades femeninas panhelénicas nacionales.
| Fraternidades - Kappa Alpha - Sigma Nu - Kappa Sigma - Pi Kappa Phi | Hermandades - Delta Gamma - Gamma Phi Beta - Alpha Omicron Pi |  |

## Alumni
- Jeff McKnight, jugador de béisbol de las Grandes Ligas
- Sonny Weems, exmiembro de los Phoenix Suns